# Szahrak-e Sarab Nilufar
Szahrak-e Sarab Nilufar – miejscowość w zachodnim Iranie, w ostanie Kermanszah. W 2006 roku miejscowość liczyła 1018 mieszkańców w 249 rodzinach.